# Klasztor karmelitanek bosych w Hafnarfjörður
Klasztor karmelitanek bosych w Hafnarfjörður – dom i wspólnota zakonu karmelitanek bosych znajdujące się w Hafnarfjörður na Islandii. Wspólnotę tworzą mniszki pochodzące z Polski. Posiada wezwanie Niepokalanej Pani Jasnogórskiej i św. Józefa.

## Historia
Kościół katolicki na Islandii stanowi mniejszościową grupę religijną obejmującą głównie obcokrajowców. Pierwsze katolickie klasztoru zbudowano na wyspie już w XII wieku. Po przejęciu przez mieszkańców wyznania protestanckiego katolickie życie monastyczne zanikło. W XIX wieku na Islandii stopniowo odradza się katolicyzm. W 1939 roku przybywają pierwsze mniszki z zakonu karmelitanek bosych z Holandii. Pomimo trudnych warunków i przeciwności związanych także z wybuchem II wojny światowej udaje się siostrom wybudować w Hafnarfjörður skromny drewniany klasztor. Katolickie zakonnice, choć traktowane przez rodzimych mieszkańców jako obce, szybko zyskują szacunek i uznanie. Po zakończeniu wojny przybywają z Holandii kolejne siostry zakonne. Sytuacja zmienia się w latach siedemdziesiątych i osiemdziesiątych. Kościół katolicki w krajach zachodniej Europy przeżywa kryzys, również w zakresie życia zakonnego. Brak nowych kandydatek, a także surowe warunki życia negatywnie wpływające na zdrowie doprowadza w 1983 roku do podjęcia decyzji o opuszczeniu islandzkiego klasztoru przez starsze wiekiem karmelitanki. 
Rok później na Islandię docierają karmelitanki bose z klasztoru w Elblągu i zamieszkują na nowo w klasztorze w Hafnarfjörður. Pomimo braku rodzimych powołań wspólnota rozwija się szybko. Z Polski przybywają kolejne siostry. Dzięki temu dochodzi do fundacji nowych klasztorów karmelitańskich w Norwegii i Niemczech. Obecnie polskie siostry tworzą jedyną katolicką wspólnotę zakonną klauzurową na Islandii. 

## Działalność
Misją i charyzmatem karmelitanek bosych jest modlitwa i przebywanie w samotności z Jezusem. Siostry żyją we wspólnocie objęte klauzurą papieską. Pełnią posługę duchową dla wszystkich poszukujących wsparcia, zarówno spośród katolików, jak i protestantów. Stanowią również ważny ośrodek polonijny na wyspie. Ponadto prowadzą sklep z dewocjonaliami i pamiątkami, a także wydają płyty z muzyką religijną. 